# Referendum na Litwie w 2008 roku
Referendum na Litwie w 2008 roku – referendum przeprowadzone 12 października. Przedmiotem głosowania była kwestia dalszego funkcjonowania Ignalińskiej Elektrowni Jądrowej. Tego samego dnia zorganizowano również wybory parlamentarne.

## Okoliczności i przedmiot głosowania
Kwestia dalszej działalność elektrowni związana jest z zobowiązaniem litewskiego rządu, który wraz z akcesją do Unii Europejskiej zobowiązał się do jej zamknięcia w 2009 roku. Obecnie elektrownia ta pokrywa ok. 3/4 krajowego zapotrzebowania energetycznego. Uruchomienie nowej elektrowni zaplanowano na 2015 rok. W związku z tym władze postanowiły przeprowadzić referendum o charakterze konsultacyjnym, a jego wynik wykorzystać w trakcie negocjacji z Komisją Europejską.

## Wyniki referendum
W referendum wzięło udział 1 305 825 osób, co stanowiło 48,43% uprawnionych do głosowania. Przeciwko likwidacji elektrowni opowiedziały się 1 156 738 osoby, czyli 88,58% głosujących. Za było 108 798 osób, to jest 8,33% wszystkich oddanych głosów. Ponadto oddano też 40 162 nieważne głosy, które odpowiadały 3,08% głosujących.
Referendum było nieważne, ponieważ frekwencja wyniosła mniej niż wymagane 50%.